# António Augusto dos Santos Marto
António Augusto dos Santos Marto (sinh 1947) là một Hồng y người Bồ Đào Nha của Giáo hội Công giáo Rôma. Ông hiện đảm nhận vai trò Hồng y Đẳng Linh mục, Giám mục chính tòa Giáo phận Leiria–Fátima từ năm 2006 và Phó Chủ tịch Hội đồng Giám mục Bồ Đào Nha, từ năm 2013.
Vốn là một giáo sĩ trong vai trò lãnh đạo giáo hội địa phương, ông từng đảm trách nhiều vai trò khác nhau trước khi tiến đến trở thành Giám mục chính tòa Giáo phận Leiria–Fátima, như: giám mục phụ tá Tổng giáo phận Braga (2000 - 2004), giám mục chính tòa Giáo phận Viseu (2004 - 2006). Ngoài lãnh đạo các giáo phận được bổ nhiệm, ông còn đảm nhận vị trí quan trong tại Hội đồng giám mục quốc gia như: Phó Chủ tịch Hội đồng Giám mục Bồ Đào Nha trong hai khoảng thời gian (từ 2008 - 2011 và từ 2013 - nay). Ông được vinh thăng Hồng y ngày 29 tháng 6 năm 2018, bởi Giáo hoàng Phanxicô.

## Tiểu sử
Hồng y António Augusto dos Santos Marto sinh ngày 5 tháng 7 năm 1947 tại Tronco, Bồ Đào Nha. Sau quá trình tu học dài hạn tại các cơ sở chủng viện theo quy định của Giáo luật, ngày 7 tháng 11 năm 1971, Phó tế Marto, 24 tuổi, tiến đến việc được truyền chức linh mục. Tân linh mục là thành viên linh mục đoàn Giáo phận Vila Real.
Sau 29 năm thi hành các công việc mục vụ với thẩm quyền và cương vị của một linh mục, ngày 10 tháng 11 năm 2000, Tòa Thánh loan tin Giáo hoàng đã quyết định tuyển chọn linh mục António Augusto dos Santos Marto, 53 tuổi, gia nhập Giám mục đoàn Công giáo Hoàn vũ, với vị trí được bổ nhiệm là giám mục phụ tá Tổng giáo phận Braga, danh nghĩa là Giám mục Hiệu tòa Bladia. Lễ tấn phong cho vị giám mục tân cử được tổ chức sau đó vào ngày 11 tháng 2 năm 2001 tại Nhà thờ Nossa Senhora da Conceição, Vila Real, thuộc Giáo phận Vila Real, với phần nghi thức chính yếu được cử hành cách trọng thể bởi 3 giáo sĩ cấp cao, gồm chủ phong là Giám mục Joaquim Gonçalves, giám mục chính tòa Giáo phận Vila Real; hai vị giáo sĩ còn lại, với vai trò phụ phong, gồm có Tổng giám mục Jorge Ferreira da Costa Ortiga, Tổng giám mục đô thành Tổng giáo phận Braga và Giám mục Gilberto Délio Gonçalves Canavarro dos Reis, giám mục chính tòa Giáo phận Setúbal. Tân giám mục chọn cho mình châm ngôn:SERVADORES DA VOSSA ALEGRIA.
Ba năm sau khi được tấn phong giám mục, ông được thuyên chuyển đến giáo phận khác, Giáo phận Viseu, và được bổ nhiệm đảm nhận vị trí mới, giám mục chính tòa. Thông báo về việc bổ nhiệm này được công bố cách rộng rãi vào ngày 22 tháng 4 năm 2004. Sau đúng 2 năm được thuyên chuyển làm giám mục chính tòa Viseu, Tòa Thánh công bố quyết định thuyên chuyển ông làm Giám mục chính tòa Giáo phận Leiria-Fátima.
Trong buổi đọc kinh Nữ vương Thiên Đàng tại Vatican vào gày 20 tháng 5 năm 2018, Giáo hoàng Phanxicô bất ngờ loan báo ông đã quyết định vinh thăng thêm 14 Hồng y của Giáo hội Công giáo Rôma, trong đó có 11 tân hồng y dưới 80 tuổi, có quyền tham gia mật nghị hồng y. Trong danh sách các vị hồng y mới này, có Giám mục António Augusto dos Santos Marto, được công bố ở vị trí thứ 7. Ông là một trong hai vị tân hồng y cử tri thứ hai của Bồ Đào Nha trong Mật nghị Hồng y, cùng với Hồng y Manuel José Macário do Nascimento Clemente .
Bằng việc tổ chức công nghị Hồng y năm 2018 được cử hành chính thức vào ngày 29 tháng 6, Giáo hoàng Phanxicô chính thức vinh thăng Giám mục António Augusto dos Santos Marto tước vị danh dự của Giáo hội Công giáo, Hồng y. Tân Hồng y thuộc Đẳng Hồng y Linh mục.